# José de Jesús Godínez
José de Jesús Godínez Navarro (Guadalajara, Jalisco, México. 20 de enero de 1997) es un futbolista mexicano, juega como delantero y su actual equipo es el Club Deportivo FAS de la primera División de Fútbol de El Salvador. 

## Trayectoria

### Inicios y Club Deportivo Guadalajara
Se integró a las Fuerzas Básicas de Chivas en el año 2012, donde al tener buenas actuaciones fue llevado a jugar en el equipo sub-15, sub-17 y la Sub-20, donde también juega para Chivas Rayadas equipo de la Segunda División de México.
Tras excelentes actuaciones y visoriado por Matías Almeyda, fue llevado al primer equipo. Debutó en 6 de mayo de 2017, entrando de cambió por Orbelín Pineda en el empate 0-0 ante el Club Necaxa.

### Club León
El 24 de junio de 2019, se hace oficial el traspaso de Chuy Godínez al Club León, en calidad de Préstamo por 1 año con opción a compra, convirtiéndose en el tercer refuerzo de cara al Apertura 2019.

### Club Sport Herediano
El 5 de enero de 2023, se hace oficial la llegada de Jesús Godínez a Club Sport Herediano, en calidad de préstamo por 1 año sin opción a compra, terminó la temporada de clausura siendo el máximo goleador.

## Selección nacional

### Categorías inferiores

#### Esperanzas de Toulon
El 22 de mayo de 2018; Godínez fue incluido en la lista definitiva de los 20 jugadores qué jugarían el Torneo Esperanzas de Toulon 2018, con sede en Francia.
El 29 de mayo de 2018; debutó Jesús Godínez en el Torneo Esperanzas de Toulon de 2018 entrando de cambio al minuto 59' por Roberto Alvarado el empate 0-0 ante Inglaterra.

### Participaciones en selección nacional
| Competición                         | Categoría                           | Sede                                | Resultado                           | Partidos | Goles |
| ----------------------------------- | ----------------------------------- | ----------------------------------- | ----------------------------------- | -------- | ----- |
| Esperanzas de Toulon 2018           | Sub-21                              | Francia                             | Subcampeón                          | 2        | 0     |
| Total parcial en selección nacional | Total parcial en selección nacional | Total parcial en selección nacional | Total parcial en selección nacional | 2        | 0     |

## Clubes

### Estadísticas
| Club | Div           | Temporada     | Liga nacionales(1) | Liga nacionales(1) | Liga nacionales(1) | Copas nacionales(2) | Copas nacionales(2) | Copas nacionales(2) | Torneos internacionales(3) | Torneos internacionales(3) | Torneos internacionales(3) | Total | Total | Total  | Media goleadora |
| Club | Div           | Temporada     | Part.              | Goles              | Asist.             | Part.               | Goles               | Asist.              | Part.                      | Goles                      | Asist.                     | Part. | Goles | Asist. | Media goleadora |
| --- | ------------- | ------------- | ------------------ | ------------------ | ------------------ | ------------------- | ------------------- | ------------------- | -------------------------- | -------------------------- | -------------------------- | ----- | ----- | ------ | --------------- |
| C. D. Guadalajara México | 1.ª           | 2016-17       | 1                  | 0                  | 0                  | 0                   | 0                   | 0                   | 0                          | 0                          | 0                          | 1     | 0     | 0      | 0.0             |
| C. D. Guadalajara México | 1.ª           | 2017-18       | 16                 | 2                  | 0                  | 1                   | 0                   | 0                   | 7                          | 1                          | 0                          | 24    | 3     | 0      | 0.13            |
| C. D. Guadalajara México | 1.ª           | 2018-19       | 17                 | 0                  | 0                  | 7                   | 2                   | 1                   | 2                          | 0                          | 0                          | 26    | 2     | 1      | 0.08            |
| C. D. Guadalajara México | 1.ª           | 2021-22       | 8                  | 1                  | 0                  | 0                   | 0                   | 0                   | 0                          | 0                          | 0                          | 8     | 1     | 0      | 0.12            |
| C. D. Guadalajara México | Total club    | Total club    | 50                 | 3                  | 0                  | 8                   | 2                   | 1                   | 9                          | 1                          | 0                          | 59    | 6     | 0      | 0.1             |
| Club León México | 1.ª           | 2019-20       | 13                 | 0                  | 0                  | 0                   | 0                   | 0                   | 1                          | 0                          | 0                          | 14    | 0     | 0      | 0.0             |
| Club León México | 1.ª           | 2020-21       | 13                 | 0                  | 1                  | 0                   | 0                   | 0                   | 2                          | 0                          | 0                          | 15    | 0     | 1      | 0.0             |
| Club León México | Total Club    | Total Club    | 26                 | 0                  | 1                  | 0                   | 0                   | 0                   | 3                          | 1                          | 0                          | 29    | 0     | 1      | 0.1             |
| C. Necaxa · México | 1.ª           | 2023          | 11                 | 0                  | 0                  | 0                   | 0                   | 0                   | 0                          | 0                          | 0                          | 11    | 0     | 0      | 0.00            |
| C. Necaxa · México | Total Club    | Total Club    | 11                 | 0                  | 0                  | 0                   | 0                   | 0                   | 0                          | 0                          | 0                          | 11    | 0     | 0      | 0.00            |
| Querétaro F. C. · México | 1.ª           | 2021-22       | 6                  | 0                  | 0                  | -                   | -                   | -                   | -                          | -                          | -                          | 6     | 0     | 0      | 0.00            |
| Querétaro F. C. · México | Total club    | Total club    | 6                  | 0                  | 0                  | 0                   | 0                   | 0                   | 0                          | 0                          | 0                          | 6     | 0     | 0      | 0.00            |
| C. S. Herediano Costa Rica | 1.ª           | 2022-23       | 19                 | 5                  | 0                  | -                   | -                   | -                   | -                          | -                          | -                          | 19    | 5     | 0      | 0.0             |
| C. S. Herediano Costa Rica | 1.ª           | 2023-24       | 22                 | 14                 | 4                  | 2                   | 0                   | 0                   | 8                          | 3                          | 0                          | 32    | 17    | 4      | 0.53            |
| C. S. Herediano Costa Rica | Total club    | Total club    | 41                 | 19                 | 4                  | 0                   | 0                   | 0                   | 8                          | 3                          | 0                          | 51    | 22    | 4      | 0.1             |
| Nantong Zhiyun china | 1.ª           | 2024          | 21                 | 4                  | 3                  | -                   | -                   | -                   | -                          | -                          | -                          | 21    | 4     | 3      | 0.19            |
| Nantong Zhiyun china | Total club    | Total club    | 21                 | 4                  | 3                  | 0                   | 0                   | 0                   | 0                          | 0                          | 0                          | 21    | 4     | 3      | 0.19            |
| Total carrera | Total carrera | Total carrera | 147                | 26                 | 8                  | 8                   | 2                   | 1                   | 17                         | 4                          | 0                          | 171   | 32    | 9      | 0.18            |
| (1)Incluye datos de la Primera División de México. (2)Incluye datos de la Copa México. (3)Incluye datos de la Liga de Campeones de la Concacaf, Mundial de Clubes. |               |               |                    |                    |                    |                     |                     |                     |                            |                            |                            |       |       |        |                 |

### Resumen estadístico
| Competición           | Partidos | Goles | Media goleadora |
| --------------------- | -------- | ----- | --------------- |
| Primera división      | 31       | 2     | 0.6             |
| Copas nacionales      | 5        | 1     | 0.2             |
| Copas internacionales | 7        | 1     | 0.3             |
| Total                 | 43       | 4     | 0.09            |

## Palmarés

### Campeonatos nacionales
| Título  | Club        | País   | Año  |
| ------- | ----------- | ------ | ---- |
| Liga MX | Guadalajara | México | 2017 |
| Liga MX | León        | México | 2020 |

### Campeonatos internacionales
| Título                           | Club        | Sede   | Año  |
| -------------------------------- | ----------- | ------ | ---- |
| Liga de Campeones de la Concacaf | Guadalajara | México | 2018 |